# Святозеро (озеро, Карелия)
Свя́тозеро (карел. Pyhäjärvi) — озеро в Пряжинском районе Карелии.

## Общие сведения
Площадь зеркала 9,9 км², площадь водосборного бассейна — 40,6 км², высота над уровнем моря — 132,0 м.
Котловина ледникового происхождения.
Озеро представляет собой слабопроточный, хорошо прогреваемый водоём, соединённый проливом с озером Пелдожским из которого вытекает река Святрека, приток реки Шуя.
В озеро впадают два небольших притока-ручья. Количество островов — 21, общей площадью 0,07 км². Берега возвышенные, каменистые. С глубины 5 м залегает зелёный ил. Средняя амплитуда колебания уровня составляет 58 см.
Заросли высшей водной растительности представлены тростником и хвощом, их общая площадь составляет не более 1,5 % площади водной поверхности озера. В озере обитают окунь, плотва, ряпушка, щука, лещ, налим и ёрш.
Озеро используется как приёмник коммунально-бытовых сточных вод посёлка Святозеро.